# شیرهای کیسه‌دار
شیرهای کیسه‌دار (نام علمی: Thylacoleo) یک سرده از پستانداران کیسه‌دار منقرض‌شده بومی استرالیا است که از پلیوسن تا پایان پلیستوسن وجود داشت‌. شیرهای کیسه‌دار گوشت‌خوار بودند و بزرگ‌ترین و شناخته شده‌ترین گونه آن‌ها یعنی شیر کیسه‌دار بزرگ‌ترین پستاندار درنده تاریخ استرالیا نیز محسوب می‌شود. این گونه دارای ابعادی نزدیک به ماده شیرهای امروزی بود و به طور متوسط بین ۱۰۱ تا ۱۳۰ کیلوگرم وزن داشت.